# Кильватерная колонна
Кильватерная колонна (строй кильватера) — строй кораблей, при котором они следуют на установленном между ними расстоянии (дистанции) в кильватерной струе, один за другим, иначе говоря, в кильватер друг другу. Иногда по отношению к такой формации использовалось название анфилада.   
В эпоху парусного флота была основным боевым порядком соединения кораблей (дивизиона, эскадры, флота) и называлась линией баталии (анфиладой кораблей), а тактика действий подобного морского боя — линейной тактикой.
Кильватерная колонна является самым простым для выдерживания строем, так как после уравнивания скоростей рулевому каждого последующего корабля (мателота) достаточно править в корму впереди идущему (ведущему) кораблю. Часто применяется при плавании в узкостях, по фарватерам, при форсировании минных полей. Но благодаря простоте предпочтительна для совместного плавания в любых условиях, где возможно.
В кильватерную колонну (или несколько параллельных колонн) обычно строятся транспорты, идущие в составе конвоев. Во время мировых войн кильватерная колонна считалась основным строем линейных кораблей, однако на практике применялась лишь в нескольких сражениях. Зачастую крейсера так же вели бой в кильватерной колонне, хотя изначально строились не для этого.
То же можно сказать и о линейных крейсерах.